# شاهین خفاشی
شاهین خفاشی (به انگلیسی: Bat falcon) پرنده شکاری در خانواده شاهینان، شاهین‌ها و کاراکاراها است. در مکزیک، آمریکای مرکزی، ترینیداد، و هر سرزمین اصلی آمریکای جنوبی به جز شیلی و اروگوئه یافت می‌شود.